# Alexander Pawlowitsch Orechow (Fußballspieler)
Alexander Pawlowitsch Orechow (russisch Александр Павлович Орехов; * 24. Mai 2002 in Moskau) ist ein russischer Fußballspieler.

## Karriere
Orechow begann seine Karriere bei Torpedo Moskau. Im Mai 2019 spielte er erstmals für die erste Mannschaft in der Perwenstwo PFL. Dies blieb sein einziger Einsatz in der Saison 2018/19, mit dem Drittligisten stieg er zu Saisonende in die Perwenstwo FNL auf. Im September 2019 gab der Mittelfeldspieler dann sein Zweitligadebüt. Bis zum COVID-bedingten Saisonabbruch 2019/20 absolvierte er neun Partien in der FNL. In der Saison 2020/21 kam er zu sieben Einsätzen.
In der Saison 2021/22 spielte Orechow achtmal in der zweiten Liga, mit Torpedo stieg er zu Saisonende in die Premjer-Liga auf.